# Església Metropolitana d'Art de Jesús Director
L'Església Metropolitana d'Art de Jesús Director (en francès, Église Métropolitaine d'Art de Jésus Conducteur), traduïda alternativament com Església Metropolitana de l'Art de Jesús Guia, va ser fundada l'agost de 1892 per Erik Satie, el compositor i pianista francès, després del seu trencament amb Joséphin Péladan, el fundador de l'Ordre du Temple de la Rose + Croix, una secta dels Rosa-Creu. Satie en va ser el seu únic membre.

## Història
L'Église Métropolitaine d'Art de Jésus Conducteur va ser fundada l'any 1892, després de la ruptura de Satie amb Sâr Mérodak J. P. (Jósephin Péladan), "Gran Sacerdot del Wagnerisme " i el cap de la Secta Rosacruciana o Rosa-Creu (Rose + Croix) reviscada a París. Llavors Satie duia vida bohèmia i per guanyar uns diners era pianista del Café de la Nouvelle Athènes, on tenia especial afinitat amb els pintors que el freqüentaven. A principis d'aquell mateix any, Satie va fer el seu primer intent fallit de sol·licitud d'ingrés a l'Académie des Beaux-Arts quan Ernest Guiraud hi va deixar una vacant.
La implicació de Satie en la Secta de la Rose + Croix va ser de vegades tumultuosa. Tot i que actuava com a "mestre de la capella" per als Salons de la Rose + Croix que Péladan organitzava a la Galérie Durand-Ruel, Satie es va veure frustrat per la implicació que era deixeble de Péladan. El 1890 s'havia convertit en el "músic oficial" de la secta. La seva música es considerava acceptable, "mística" i "ritualista", tot i que no wagneriana. Cal recordar que Satie més tard va declarar, quan advocava per un estil francès diferent, el seu propi desig de compondre música "sense xucrut.”

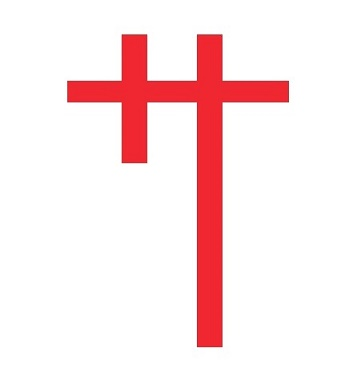
Emblema de l'Església Metropolitana d'Art de Jesús el Conductor, dissenyat per Satie. És una creu grega i creu llatina unides entre si

En fundar l'Église Métropolitaine d'Art de Jésus Conducteur, Satie esdevingué Parcier et Maître de Chapelle o Co-hereu i Mestre de Capella, establint la seva residència abacial al número 6 de la rue Cortot a Paris. Va començar a emetre diversos edictes i excomunicacions immediatament, condemnant tots els "malvats especulant sobre la corrupció humana... a l'odi de les persones justes", tal com es reconeix dins l'Església com "els cristians que tenen reclamacions d'ordre estètic". La missió general de l'Església Metropolitana d'Art es resumeix, en les paraules de Satie:
"Hem decidit així, seguint els dictats de la Nostra consciència i confiant en la misericòrdia de Déu, erigir a la metròpoli d'aquesta Nació Franca, que durant tants segles aspirava per sobre de tots els altres al títol gloriós de Filla Gran de l'Església, un Temple digne del Salvador, conductor i redemptor de tots els homes. Farem d'ell un refugi on la fe catòlica i les arts, que hi estan indissolublement lligades, creixeran i prosperaran, protegits de la profanitat, expandint-se en tota la seva puresa, indemnes per les obres del mal." Le Cœur, fascicles 6 i 7, setembre-octubre de 1893.

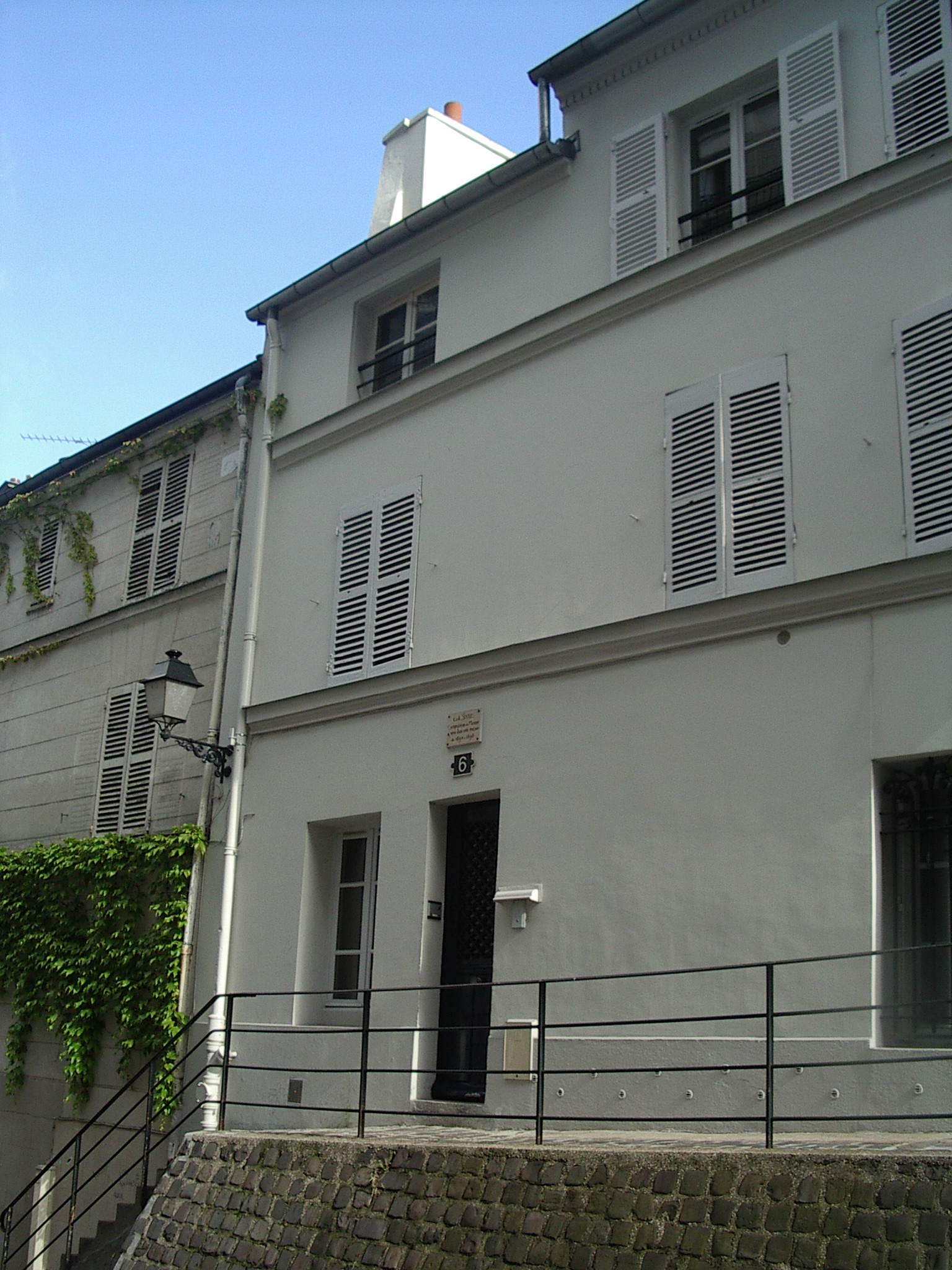
6 Rue Cortot a Montmartre, París, on Satie va viure de 1890 a 1898. Aquest emplaçament va servir com a "Abadia" de la seva Església

## Publicacions
Satie va fer servir l'Église Métropolitaine per avançar les seves idees estètiques, plasmant-les en diverses publicacions. Les diferents publicacions de l'Església Metropolitana d'Art estan marcades pel seu llenguatge atrevit, florit i totalment bombàstic, escrit en una mena de francès pseudo-antic. Els escrits exalten les virtuts del sacrifici artístic i la pobresa extrema, que reflecteixen l'estil de vida que Satie i els seus amucs propers afiliats havien adoptat, seguint una vida bohèmia. També s'oferien de tant en tant comentaris sobre certs assumptes del dia, així com "Notícies de l'Església", que incloïa l'arribada de certes figures de l'església a la Ciutat Eterna i súpliques perquè "els anglicans infidels" tornin "al si de la Fe Catòlica”.
El Cartulari de l'Església de l'Art va ser segurament la publicació de Satie amb més repercussió, i de la qual encara se'n troben exemplars en antiquaris i subhastes. Va ser escrita íntegrament per Erik Satie i en va publicar dos números amb continguts diversos: el número 1, de maig de 1895; i el número 2, de juny de 1895. Si bé és àmpliament conegut que Satie va ser l'únic membre de l'Església Metropolitana d'Art, al Cartulari, però, apareixen les contribucions d'un tal François de Paule, Senyor de les Marques de Savoia.
El Cartulari de l'Església de l'Art també va servir com a vehicle per atacar públicament “els culpables de la decadència estètica i moral del nostre temps", en especial els seus enemics Lugné-Poe, Alfred Vallette, Alexandre Natanson i el més destacat entre ells, Henry Gauthier-Villars, més conegut pel seu nom artístic Willy, l'enemic acèrrim de Satie. L'any 1904, els dos homes van arribar a pegar-se.
L'últim Cartulaire de l'Église Métropolitaine d'Art de Jésus Conducteur, núm. 2-63, va aparèixer el juny de 1895. Conclou amb Una pregària per als dignes i contra els pecadors, castigant "els ateus, els blasfems, els lliurepensadors, els jueus vanagloriosos i decidits, els heretges anglicans, els francmaçons simoniacs i altres ". A principis d'aquell any, Satie havia publicat dos Brochures o fullets, Commune qui mundi nefas (24 de gener) i Intende votis supplicum (8 de març). La suspensió de les seves publicacions a través de l'Església Metropolitana d'Art i el seu tercer intent fallit de sol·licitud a l'Académie des Beaux-Arts el 1896, per la vacant deixada per Ambroise Thomas, marca la conclusió del que de vegades es considera el "Període Místic" de Satie i el començament de la seva adopció d'una excentricitat menys afectada religiosament.

## Composicions de Satie vinculades a l'època de l'Église Métropolitaine
La composició de Satie més clarament lligada al seu període de l'Église Métropolitaine es va conèixer més tard com la Messe des pauvres ("Missa dels pobres"). En el moment de la seva composició (1893-1895), Satie s'hi referia com a Grande Messe de l'Église Métropolitaine d'Art.
Altres composicions, com el Modéré del 15 de juliol de 1893, es consideren per part dels experts en Satie com estudis preparatoris per a la Messe des Pauvres.